# Зі мною ось що відбувається
«Зі мною ось що відбувається» — російський незалежний художній фільм, драма режисера і сценариста Віктора Шамірова. У головній ролі Гоша Куценко. Сюжет розгортається навколо двох головних героїв — Артема і Валентина, які через передноворічну метушню не встигають зробити заплановані справи та зустрічі.
Основна тема фільму — екзистенційна самотність. Перед головними героями постає проблема великого міста і відчуженості через велику кількість повсякденних проблем.
Прем'єра відбулася в червні 2012 року на XXIII відкритому кінофестивалі «Кінотавр». Там стрічка була номінована на головний приз. Згодом фільм показали на декількох російських і зарубіжних кінофестивалях. Критики добре сприйняли фільм, відзначивши акторську гру Гоші Куценко, який отримав кілька призів на різних кінофорумах. На кіноогляді «Віват, кіно Росії!» у Санкт-Петербурзі картина також брала участь в основному конкурсі та отримала приз за найкращу чоловічу роль. У листопаді на фестивалі російського кіно в Онфлері фільм отримав гран-прі.
У російський та український прокат стрічка вийшла 6 грудня під егідою дистриб'ютора «Інше кіно». Прем'єра на телебаченні відбулася на Першому каналі (Росія) 23 грудня.

## Сюжет
З Волгограду до Москви приїжджає немолодий чоловік на ім'я Валентин. Він гостює у свого брата Артема — офісного працівника, що мріє отримати підвищення. Але якраз 30 грудня брати дізнаються, що їх батько невиліковно хворий. Засмучений Валентин спізнюється на потяг через московські затори — йому дуже потрібно потрапити додому до Нового року, тому що він обіцяв відзначити свято з батьками і привезти до них своїх дітей. Артем купує братові квиток на літак, а сам готується до новорічного корпоративу, де має заспівати відому пісню на слова Євгена Євтушенка «Зі мною ось що відбувається» (рос. «Со мною вот что происходит»). Начальник Артема, який дуже любить фільм «Іронія долі», організував конкурс вокалістів серед своїх працівників. Кожен з них хоче справити враження та виділитися з натовпу. Але за іронією долі ніч перед вильотом перетворюється в безсонний марафон — сусіди за стінкою влаштували сварку. Брати змушені були прихистити у себе їхню доньку — внутрішньо самотню і нікому не потрібну дівчинку-підлітка Олену. В результаті вони проспали і спізнилися на свій рейс. Напередодні Нового року ситуація остаточно виходить з-під контролю, і брати в компанії Олени, долаючи столичні затори, починають рухатися до повного краху своїх надій.

## Акторський склад
- Гоша Куценко — Артем
- Віктор Шаміров — Валентин
- Олександра Петрова — Олена
- Олеся Желєзняк — Настя
- Маргарита Шубіна — Ольга
- Олексій Троцюк — Ігор
- Ольга Зайцева — Катя
- Джерард Майкл МакКарті — Іноземець
- Олександр Гришаєв — Олександр
- Павло Сборщиков — Павло
- Олександр Робак — Батько Олени

## Створення
Сценарій до фільму був написаний ще в 2007 році, але фільмування не було реалізоване через світову фінансово-економічну кризу. Андрій Новіков, друг режисера, погодився стати продюсером проекту. Через деякий час накопичилася достатня сума для фільмування. Незважаючи на це, Віктор Шаміров зазначає, що проект фільмували за допомогою волонтерів, студентів ВДІКУ та знайомих знімальної групи.